# Werner Lueg
Werner Lueg (* 16. September 1931 in Brackwede, zu Bielefeld; † 13. Juli 2014 in Gehrden) war ein deutscher Leichtathlet, der bei den Olympischen Spielen 1952 in Helsinki die Bronzemedaille im 1500-Meter-Lauf gewann. Am 29. Juni 1952 lief Werner Lueg in Berlin in 3:43,0 min einen 1500-Meter-Weltrekord, bei dem er die alte Bestleistung der Schweden Gunder Hägg und Lennart Strand egalisierte. Er ist der einzige deutsche Sportler neben Otto Peltzer, dem auf dieser Strecke ein Weltrekord gelang. Der zur Zeit seiner sportlichen Erfolge in Gevelsberg lebende Lueg hatte bei einer Größe von 1,76 m ein Wettkampfgewicht von 64 kg und startete für die SF (Sportfreunde) Gevelsberg. Er startete außerdem für den TuS Iserlohn und Barmer TV. Er wurde meist von Arthur Lambert trainiert, der ein Gruppentraining favorisierte. 1952 trafen in Deutschland alle Trainingsformen der Zeit aufeinander, sodass 1952 drei Deutsche über 1500 Meter bei den Olympischen Spielen vertreten waren. Für seine sportlichen Erfolge erhielt er 1952 das Silberne Lorbeerblatt.